# RASA工業
RASA工業（ラサ工業株式会社、RASA Industries, LTD）為日本的一個化學製造廠商。
參予產業包括化學肥料、非鐵金屬煉製、石炭開採、硫酸製造、採礦機械製造工業的事業。除了擁有日本沖繩縣大東群島的沖大東島以外，經營的礦區還包括岩手縣的田老礦山、宮崎縣見立礦山、山形縣田川煤礦。 
最初的肥料製造事業已於1983年分割給關係企業Co-op化學股份有限公司，並退出採礦、煉製和硫酸製造等事業，轉型為製造機械和電子材料，目前為全世界最大的晶圓（wafer）再生製造商。
現於台灣臺中市梧棲區投資有子公司理盛精密科技股份有限公司，生產半導体和液晶用高純度磷酸。

## 社名由來
社名「RASA」即來自於琉球列島大東群島的沖大東島，沖大東島的別名為「RASA島」（島，讀音「拉薩」）；1911年為了在沖大東島上開採磷礦生產肥料，而成立了以該島別名所命名的「RASA島磷礦合資公司」，即為Rasa工業之前身，於1937年沖大東島全島區域成為RASA工業私有土地。目前雖然已暫停在該島開採磷礦時，但沖大東島全島目前仍屬於RASA工業的私有土地。

## 沿革
- 1911年：RASA島磷礦合資公司成立。
- 1913年：成立RASA島磷礦股份有限公司。
- 1934年：改名為RASA工業股份有限公司。
- 1937年：沖大東島（ラサ島）由日本國有轉讓為Rasa工業所有。
- 1983年：肥料部門分割轉給關係企業Co-op化學股份有限公司。
- 1984年：進入晶圓（Wafer）再生製造產業。

## 工廠
- 宮古工廠（岩手縣宮古市）
- 三本木工廠（宮城縣大崎市）
- 仙台工廠（宮城縣岩沼市）
- 伊勢崎工廠（群馬縣伊勢崎市）
- 野田工廠（千葉縣野田市）
- 大阪工廠（大阪府大阪市大正區）
- 羽犬塚工廠（福岡縣筑後市）

## 外部連結
- RASA工業（页面存档备份，存于）